# Estigmene
Estigmene é um gênero de traça pertencente à família Arctiidae.. São originárias da América do Norte e Central. Muitas espécies provenientes da África são confundidas como do mesmo gênero, muitas são de espécies diferentes de gênero.

## Espécies
- Estigmene acrea   Drury, 1773
- Estigmene albida  Stretch, 1874
- Estigmene angustipennis Walker, 1855
- Estigmene ansorgei Rothschild, 1910
- Estigmene atrifascia Hampson, 1907
- Estigmene bayoni Berio, 1935
- Estigmene brosi Toulgoët, 1986
- Estigmene dorsalis Walker, 1855
- Estigmene flaviceps Hampson, 1907
- Estigmene griseata Hampson, 1916
- Estigmene griseipennis Bartel, 1903
- Estigmene internigralis Hampson, 1905
- Estigmene laglaizei Rothschild, 1910
- Estigmene lemniscata Distant, 1898
- Estigmene linea Walker, 1855
- Estigmene melanoxantha Gaede, 1926
- Estigmene multivittata Rothschild, 1910
- Estigmene neuriastis Hampson, 1907
- Estigmene ochreomarginata Bethune-Baker, 1909
- Estigmene pamphilia Kiriakoff, 1958
- Estigmene rothi Rothschild, 1910
- Estigmene sabulosa Romieux, 1943
- Estigmene scita Walker, 1865
- Estigmene senegalensis Rothschild, 1933
- Estigmene similis Rothschild, 1910
- Estigmene tenuistrigata Hampson, 1900
- Estigmene testaceoflava Rothschild, 1933
- Estigmene trivitta Walker, 1855
- Estigmene unilinea Rothschild, 1910